# Bostalsee
Bostalsee este o arie protejată (arie de protecție specială avifaunistică — SPA) din Germania întinsă pe o suprafață de 30 ha, integral pe uscat.

## Localizare
Centrul sitului Bostalsee este situat la coordonatele 49°33′36″N 7°03′59″E / 49.56°N 7.0664°E.

## Înființare
Situl Bostalsee a fost declarat arie de protecție specială avifaunistică în septembrie 2006 pentru a proteja 19 specii de animale.

## Biodiversitate
Situată în ecoregiunea continentală, aria protejată nu include niciun habitat protejat.
La baza desemnării sitului se află mai multe specii protejate de  păsări (19): fluierar de munte (Actitis hypoleucos), rață sulițar (Anas acuta), rață lingurar (Anas clypeata), rață mică (Anas crecca crecca), rață fluierătoare (Anas penelope), rață cârâitoare (Anas querquedula), Anas strepera strepera, Ardea cinerea cinerea, rață-cu-cap-castaniu (Aythya ferina), rața moțată (Aythya fuligula), Charadrius dubius curonicus, erete vânăt (Circus cyaneus), egretă albă (Egretta alba), becațină comună (Gallinago gallinago), Grus grus grus, vultur pescar (Pandion haliaetus), Podiceps cristatus cristatus, Tachybaptus ruficollis ruficollis, nagâț (Vanellus vanellus).